# Vladimir Ivanov (badminton)
Pour les articles homonymes, voir Vladimir Ivanov.
Vladimir Alexandrovich Ivanov, (russe : Владимир Александрович Иванов) né le 3 juillet 1987 à Koussa, est un joueur de badminton russe spécialiste du double hommes.

## Carrière
Il est champion d'Europe en double en 2014 et 2021 avec Ivan Sozonov.
Ils ont marqué l'histoire en devenant la première paire russe à remporter le titre de double en l'Open d'Angleterre 2016.
Ivanov participe aux Jeux olympiques d'été de 2012, 2016 et 2020.

## Palmarès

### Championnats d'Europe
- Championnats d'Europe de badminton 2014 à Kazan
  - Double homme :  Médaille d'or avec Ivan Sozonov
  - Simple messieurs :  Médaille de bronze
- Championnats d'Europe de badminton 2021 à Kiev
  - Double homme :  Médaille d'or avec Ivan Sozonov
- Championnats d'Europe de badminton 2016 à La Roche-sur-Yon
  - Double homme :  Médaille de bronze avec Ivan Sozonov
- Championnats d'Europe de badminton 2018 à Huelva
  - Double homme :  Médaille de bronze avec Ivan Sozonov

### Jeux européens
- Jeux européens de 2015 à Baku ( Azerbaïdjan) :
  -  médaille d'argent
- Jeux européens de 2019 à Minsk ( Biélorussie) :
  -  médaille de bronze